# L'Homme tombé du ciel
L'Homme tombé du ciel (titre original : The Man Who Fell to Earth) est un roman de science-fiction publié en 1963 de l'auteur américain Walter Tevis, à propos d'un extraterrestre qui débarque sur Terre à la recherche d'un moyen pour y transporter son peuple  à partir de sa planète natale, qui souffre d'une grave sécheresse.
Le roman a servi de base au film de Nicolas Roeg, L'Homme qui venait d'ailleurs (1976), puis à la comédie musicale Lazarus (2015), avec dans le rôle principal David Bowie pour le film, puis Michael C. Hall pour la pièce.

## Résumé
Thomas Jerome Newton est un extraterrestre humanoïde venu sur Terre pour chercher à construire un vaisseau spatial afin de transporter d'autres personnes depuis sa planète natale, Anthea, vers la Terre. Anthea connaît une terrible sécheresse à la suite de nombreuses guerres nucléaires, et la population est tombée à moins de 300 habitants. Leurs propres vaisseaux spatiaux sont inutilisables par manque de carburant après 500 ans de guerre. Les Anthéens n'ont plus d'eau, des réserves de nourriture qui diminuent lentement et une faible énergie solaire. Comme tous les Anthéens, Newton est doté d'une super intelligence, mais il a été sélectionné pour cette mission car il a la force physique nécessaire pour évoluer dans le climat plus chaud de la Terre et sa gravité plus élevée.
Arrivé sur Terre dans une capsule de sauvetage, Newton atterrit d'abord dans l'État du Kentucky. Il se familiarise rapidement avec l'environnement et élabore un plan. Utilisant la technologie de pointe de sa planète natale, Newton fait breveter de nombreuses inventions et accumule une richesse incroyable à la tête d'un conglomérat technologique. Il prévoit d'utiliser cette richesse pour construire des véhicules spatiaux pour le reste de la population anthéenne.
En chemin, il rencontre Betty Jo, qui tombe amoureuse de lui. Ils se côtoient, malgré le fait que les sentiments de Newton ne soient pas réciproques. Il rencontre aussi l'étrange Nathan Bryce, qui dirige son entreprise dans l'ombre. Betty Jo présente à Newton de nombreuses coutumes de la Terre, telles que la religion, la mode et la boisson. Cependant, son appétit pour l'alcool entraîne rapidement des problèmes, car il commence à ressentir des émotions intenses, alors inconnues des Anthéens.
Finalement, la nature extraterrestre de Newton est découverte par Nathan Bryce, et c'est un soulagement pour Newton de pouvoir révéler son secret à quelqu'un. Il exprime l'espoir que les Anthéens qu'il transportera sur Terre s'épanouiront et utiliseront leur intelligence supérieure pour aider la Terre à atteindre la paix, la prospérité et la sécurité.
Cependant, la CIA arrête Newton, l'ayant suivi depuis son apparition sur Terre et ayant enregistré cette conversation privée avec Bryce. Ils le soumettent à des analyses rigoureuses, aboutissant à des preuves concluantes de son identité extraterrestre, mais décident de ne pas divulguer les résultats de peur qu'ils ne soient tout simplement pas crus, et peut-être même embarrassent le gouvernement, qui à ce moment-là est contrôlé par le Parti démocrate. Newton est alors libéré, mais est immédiatement arrêté par le FBI, qui commence ses propres examens. Leur examen final est une radiographie du crâne de Newton, à travers ses yeux. Newton, dont les yeux sont sensibles aux rayons X, est incapable de les arrêter et devient aveugle. L'histoire de l'aveuglement de Newton devient un scandale national qui permet aux républicains de prendre le pouvoir. Newton, parlant à Bryce pour la dernière fois, explique amèrement qu'il est incapable de poursuivre son projet de vaisseau spatial à cause de sa cécité et des alignements planétaires qui ont changé au cours de sa captivité. Il enregistre un message qu'il espère diffuser par radio sur sa planète natale.